# Батиста де Соуза, Габриэл
Габриэ́л Бати́ста де Со́уза, более известный как просто Габриэл Батиста (порт.-браз. Gabriel Batista de Souza; 3 июня 1998, Сан-Гонсалу, штат Рио-де-Жанейро) — бразильский футболист, вратарь «Фламенго», на правах аренды выступающий за «Сампайо Корреа».

## Биография
Габриэл родился в семье Сержио де Соузы и Розимари Коррейя Батисты. Родители оказали большое влияние на выбор увлечения своего сына спортом. В детстве он занимался мини-футболом в одном из клубов родного Сан-Гонсалу. Поскольку его отец являлся техническим аналитиком, он регулярно указывал сыну на те аспекты игры в воротах, которые нужно подтянуть. Когда Габриэлу исполнилось 12 лет, его заметил скаут клуба «Аудакс Рио», которому требовался вратарь для юношеской команды. Однако в 2012 году Габриэл был вынужден сделать паузу на год в связи с тем, что ему необходимо было продолжать обучение в средней школе, а совмещать её со спортом не получалось. Только когда родители смогли устроить сына в дневную смену, Габриэл смог продолжить спортивные занятия. В 2014 году Габриэл попал в академию «Фламенго».
В 2015 году Габриэл Батиста попал в заявку сборной Бразилии (до 17 лет) на чемпионат мира среди юношеских команд, прошедший в Чили. Бразильцы дошли до четвертьфинала, где уступили будущим победителям Нигерии. Габриэл не сыграл на турнире ни одного матча. С молодёжной командой «Фламенго» в 2016 году Габриэл выиграл самый престижный в Бразилии Молодёжный кубок Сан-Паулу.
В 2017 году Габриэл стал привлекаться к тренировкам с основным составом и иногда попадать в заявку на матчи главной команды. Так, он дважды был на скамейке запасных в ходе розыгрыша Кубка Бразилии 2017, финалистом которого стали «рубро-негрос». За основной состав «Фламенго» Габриэл Батиста дебютировал 17 января 2018 года в матче чемпионата штата Рио-де-Жанейро против «Волта-Редонды», в котором его команда одержала гостевую победу 2:0. В этом турнире сыграл ещё в двух матчах — против «Бангу» и «Кабуфриенсе».
В 2019 году Габриэл обрёл статус третьего вратаря клуба после Диего Алвеса и Сезара Дутры. Он сыграл в одном матче чемпионата штата, соперником вновь стала «Волта-Редонда». Команды сыграли вничью 0:0. «Фламенго» в итоге стал чемпионом штата, и это был первый титул Габриэла на профессиональном уровне. В розыгрыше Кубка Либертадорес Габриэл восемь раз попадал в заявку на матчи, но на поле так и не появился. «Фламенго» во второй раз в истории клуба завоевал главный клубный трофей Южной Америки.
1 ноября 2019 года дебютировал в бразильской Серии A в гостевой встрече с «Гоясом». При счёте 2:1 в пользу «Фла» Габриэл вышел на замену нападающему Витиньо на 88 минуте в связи с удалением Сезара Дутры. На четвёртой добавленной минуте «Гояс» сумел сравнять счёт. Таким образом Габриэл также стал чемпионом Бразилии. В декабре был включён в заявку «Фламенго» на Клубный чемпионат мира — вместе с Диего Алвесом и Сезаром.

## Титулы и достижения
- Чемпион штата Рио-де-Жанейро (3): 2019, 2020, 2021
- Обладатель Молодёжного кубка Сан-Паулу (1): 2016
- Чемпион Бразилии (2): 2019, 2020
- Вице-чемпион Бразилии (1): 2018 (не играл)
- Финалист Кубка Бразилии (1): 2017 (не играл)
- Обладатель Кубка Либертадорес (1): 2019 (не играл)
- Финалист Кубка Либертадорес (1): 2021